# Ураза-байрам
Ураза́-байра́м (от перс. روزه‎ rūzeh — «пост» и от др.-перс. paδrām — «праздник») или Ид аль-Фитр (араб. عِيدُ الْفِطْرِ‎ — «праздник прекращения поста»), известен также как Пра́здник разгове́ния — исламский праздник, отмечаемый в честь окончания поста в месяц Рамадан. Отмечается в первый день месяца шавваль.

## История праздника
Ид аль-Фитр — один из 2 главных дней исламского календаря, знаменующий завершение поста, который длился в течение священного месяца Рамадан. Традиция празднования дня разговения ведёт своё начало со времён пророка Мухаммеда, с 624 года.

## Ритуал празднования
Верующие поздравляют друг друга словами: «Ид мубарак!» (благословенного праздника!). Накануне и в день праздника (до праздничного ид-намаза) собирается обязательная милостыня (закят аль-фитр). Собранные средства идут в пользу общины (малоимущим, путникам и др.) в виде сухих продуктов питания, либо денежного эквивалента этих продуктов (в ханафитском мазхабе).
В день праздника мусульмане совершают праздничную ритуальную молитву (ид-намаз), надевают лучшую одежду, готовят традиционные блюда, а после праздничной молитвы накрывают праздничные столы, приглашают в гости соседей, родственников и друзей, совершают ответные гостевые визиты с подарками, радуются и веселятся.
В счастливый для всех мусульман день праздника дети принимают участие в различных играх, посещают соседей, которые раздают им сладости. В это время принято также раздавать пожертвования бедным, дарить подарки и просить друг у друга прощения.

## Дни празднования
Праздничным днём считается первый день месяца шавваль, но по традиции школы, учреждения и магазины в мусульманских странах обычно не работают ещё на протяжении двух или трёх дней.
Традиционно Ид аль-Фитр начинается на закате в ночь первого наблюдения новолуния. Если луна не наблюдается сразу после 29-го дня месяца рамадан (либо из-за облаков, либо из-за того, что небо на западе все ещё слишком яркое, когда заходит луна), то праздник отмечается на следующий день. Ид аль-Фитр отмечается от одного до трех дней, в зависимости от страны. В этот день запрещено поститься, и совершается праздничная молитва. В качестве обязательного акта благотворительности бедным и нуждающимся выплачиваются деньги или продукты питания (по-арабски: закят аль-фитр). Закят аль-фитр выплачивается в течение месяца рамадан до захода солнца праздничного дня, но желательным временем его выплаты считается время перед праздничной молитвой.

## Хадисы о празднике
Пророк Мухаммад (да благословит его Всевышний и приветствует) говорил: «Кто выстаивал ночную молитву в ночь на ‘Идуль-фитр (Ураза-байрам) и в ночь на ‘Идуль-адха (Курбан-байрам), веря в воздаяние от Всевышнего, сердце того не умрёт в день, когда сердца [многих] умрут».— Ас-Суюты Дж. Аль-джами‘ ас-сагыр. С. 536, хадис № 8903

Рассказал нам Муса ибн Исмаил, рассказал нам Хаммад ибн Хумейд от Анаса, что он сказал: «Когда прибыл посланник Аллаха, мир ему и благословение Аллаха, в Медину, у её жителей было два (праздничных) дня, которые они отмечали играми. Он спросил их: „Что это за два дня?“ Ему ответили: „Эти два дня мы отмечали играми ещё во времена язычества“. Тогда сказал посланник Аллаха, мир ему и благословение Аллаха: „Поистине, Аллах заменил их двумя лучшими днями: днём Жертвоприношения и днём Разговения“».— Сборники хадисов Абу Дауда (1134), ан-Насаи (1556), Ахмада (3/178), Абдурраззака (15566)

От Укбы ибн Амира сообщается, что посланник Аллаха (мир ему и благословение Аллаха) сказал: «День Арафа, день Жертвоприношения и три дня ташрика — это наши дни Ида (праздники), о мусульмане».— Сборники хадисов Абу Дауда (2419), ат-Тирмизи (773), ан-Насаи (5/252)

## Ид аль-Фитр в России
Ид аль-Фитр официально является нерабочим днём в республиках (кроме федеральных органов): Адыгея, Башкортостан, Дагестан, Ингушетия, Кабардино-Балкария, Карачаево-Черкесия, Татарстан, Чечня, Крым. В отличие от Турции и некоторых других исламских государств, где праздник отмечают три дня (соответственно три нерабочих дня) в регионах России праздник отмечается всего один день.
В Москве главное богослужение проходит в Соборной мечети. К мусульманам обращается верховный муфтий. В Соборную мечеть на утреннюю службу приходят тысячи человек.
19 мая 2020 года на фоне пандемии коронавируса COVID-19 председатель Духовного управления мусульман России и Совета муфтиев России муфтий Равиль Гайнутдин сообщил, что мечети в Москве и других регионах будут закрыты для прихожан во время праздника 24 мая. По его словам, верующим нужно соблюдать меры предосторожности для борьбы с коронавирусом и встретить праздник дома. «Мы добровольно отказываемся от радости коллективного намаза, духа грандиозного и многолюдного торжества, чтобы тем самым не стать, не дай Аллах, причиной последующих людских смертей и страданий». Он призвал мусульман принимать все меры предосторожности, чтобы не допустить распространение коронавируса. «Мы будем отмечать праздник в кругу семьи, в своих домах без сомнения, что и наш пост-ураза, и все молитвы, благочестивые дела будут приняты и вознаграждены Всевышним Аллахом»,— отметил Равиль Гайнутдин. Муфтий сообщил, что 24 мая в Московской Соборной мечети пройдет праздничная молитва с соблюдением социальной дистанции.